# Swietaczouka
Swietaczouka (biał. Светачоўка; ros. Светочёвка, Swietoczowka) – wieś na Białorusi, w obwodzie witebskim, w rejonie orszańskim, w sielsowiecie Zubawa, przy drodze magistralnej M8. 